# Physaliastrum chamaesarachoides
Physaliastrum chamaesarachoides là loài thực vật có hoa trong họ Cà. Loài này được (Makino) Makino miêu tả khoa học đầu tiên năm 1928.